# 120643 Rudimandl
120643 Rudimandl è un asteroide della fascia principale. Scoperto nel 1996, presenta un'orbita caratterizzata da un semiasse maggiore pari a 2,4189760 UA e da un'eccentricità di 0,2455292, inclinata di 1,14796° rispetto all'eclittica.